# Vincenzo Fania
Vincenzo Fania es un deportista italiano que compitió en vela en la clase Star. Ganó una medalla de bronce en el Campeonato Europeo de Star de 1962.

## Palmarés internacional
| Campeonato Europeo | Campeonato Europeo | Campeonato Europeo | Campeonato Europeo |
| Año                | Lugar              | Medalla            | Clase              |
| ------------------ | ------------------ | ------------------ | ------------------ |
| 1962               | Cascaes (Portugal) | Medalla de bronce  | Star               |